# 室山敏昭
室山 敏昭（むろやま としあき、1936年 - ）は、日本の言語学者。専門は、生活語彙論・文化言語学。広島大学名誉教授。

## 人物
鳥取県倉吉市生まれ。1964年、広島大学大学院文学研究科博士課程単位取得退学。ノートルダム清心女子大学助教授、鳥取大学教育学部助教授、広島大学文学部助教授、教授。2000年、定年退官、名誉教授。第21回新村出賞受賞。

## 著書

### 単著
- 『方言副詞語彙の基礎的研究』たたら書房　1976
- 『地方人の発想法 くらしと方言』文化評論出版　1980　文化シリーズ ことばから考える日本人論
- 『生活語彙の基礎的研究』和泉書院　1987
- 『鳥取県のことば―日本のことばシリーズ31』明治書院 1998
- 『生活語彙の構造と地域文化 文化言語学序説』和泉書院　1998.3.
- 『アユノカゼの文化史 出雲王権と海人文化』ワン・ライン　2001
- 『「ヨコ」社会の構造と意味 方言性向語彙に見る』和泉書院　2001　いずみ昴そうしょ
- 『文化言語学序説 世界観と環境』和泉書院　2004
- 『「ノラ」と「ドラ」 怠け者と放蕩者の言語文化誌』和泉書院　2009　いずみブックレット
- 『日本人の想像力―方言比喩の世界』和泉書院 2012。ISBN 978-4757606319

### 共編著
- 『表現類語辞典』藤原与一、磯貝英夫共編　東京堂出版　1985
- 『類語活用辞典』磯貝英夫共編　東京堂出版　1989
- 『瀬戸内海圏環境言語学』藤原与一共編　武蔵野書院　1999
- 『方言語彙論の方法』編　和泉書院　2000